# Bulla (ostrov)
Bulla také nazývaný Xərə Zirə je ostrov v Kaspickém moři, který náleží k Ázerbájdžánu. Nachází se východně od konce Apšeronského poloostrova. Je jedním z větších ostrovů Bakinského souostroví. Má rozlohu 3,5 km², délku 3,4 km a šířku 2,6 km.